# NK Vukovar ’91
NK Vukovar ’91 – chorwacki klub piłkarski z siedzibą w mieście Vukovar, działający w latach 1926–2012.

## Historia
Chronologia nazw:
- 1926: RŠK Sloga
- 1928: klub rozwiązano
- 1929: NK Šparta
- 1945: SD Sloga
- 1968: RŠK Sloga – po fuzji z NK Stjepanc
- 1991: NK Vukovar ’91
- 1992: NK Vukovar ’91 – po fuzji z RŠK Sloga
- 1998: HNK Vukovar ’91
- 2012: klub rozwiązano

Robotniczy Klub Sportowy Sloga (chorw. Radnički športski klub Sloga) został założony w Vukovarze w 1926 roku. Ale w 1928 roku ówczesny rząd zakazał działalności klubu. W 1929 roku wszyscy członkowie Slogi przeszli do NK Šparta, pod którą to nazwą klub działał do 1945 roku, kiedy to przywrócono nazwę SD Sloga. W 1968 roku NK Sloga i NK Stjepanc połączyły się, a klub kontynuował działalność pod nazwą Radnički nogometni klub Sloga. Rok później Sloga awansowała do ligi – Slavonska nogometna zona. W 1971 roku zespół został mistrzem ligi i grał w eliminacjach do II ligi. Jednak w dwóch meczach kwalifikacyjnych lepszy był Radnik z Bijeljiny, który później osiągał słabsze wyniki. W związku z tym w 1976 roku Sloga spadła do gminnej ligi piłkarskiej, w której grała do 1980 roku, kiedy to ponownie dołączyła do Slawońskiej Strefy Piłkarskiej – Grupy Podravina. Wraz z utworzeniem regionalnej ligi piłkarskiej, Sloga grała w niej od 1984 roku, a w 1986 roku została członkiem Republičkej nogometnej ligi. Wkrótce potem, w 1988 roku, Sloga zajęła pierwsze miejsce w Lidze Republikańskiej i dołączyła do Międzyrepublikańskiej Ligi, w której grała przez jeden sezon, po czym wróciła do Ligi Republikańskiej, w której grała do 1991 roku, kiedy to agresja na Chorwację i wojna domowa przerwały wszystkie rozgrywki. 
W grudniu 1991 grupa byłych piłkarzy z okupowanego Vukovaru założyła w Zagrzebiu NK Vukovar ’91. Ponieważ był to nowo powstały klub, mógł rozpocząć rywalizację od najniższego szczebla. Po osiągnięciu porozumienia pomiędzy Slogą i Vukovarem w lipcu 1992 roku podpisało umowę o fuzji tych dwóch klubów z przyszłą nazwą Vukovar ’91. Zespół startował w rozgrywkach 3. HNL Istok i rozgrywał mecze domowe w Slatinie, co stanowiło problem, ponieważ wszyscy zawodnicy przebywali na wygnaniu i osiedlili się w Zagrzebiu i okolicach. Po jednym sezonie Klub zawiesił swoją działalność, a zawodnicy i zarząd klubu dołączyli do NK Croatija Bogdanovac i grali razem w 3. HNL Istok przez kolejny sezon, po czym wszystkie kluby zawiesiły działalność.
Po zakończeniu wojny w Chorwacji nastąpiło ponowne połączenie obu klubów i powrót do Vukovaru. Wiosną 1998 roku wznowiono działalność NK Vukovar ’91, a na zgromadzeniu odnawiającym zmieniono nazwę klubu na HNK Vukovar ’91. Chorwacki Związek Piłki Nożnej zdecydował, że w nadchodzącym sezonie 1998/99 klub będzie rywalizować w 2. HNL. W pierwszym sezonie drużyna zdobyła mistrzostwo i awans do I ligi. Jesienna część mistrzostw w 1999 roku rozegrana została na Stadionie Miejskim w Vukovarze, a po wiosennej renowacji gotowy był również stadion w Borovo Naselje. Klub grał w 1. HNL tylko przez jeden sezon, a od sezonu 2000/01 ponownie rywalizował w 2. HNL. W 2002 roku zespół ponownie wywalczył pierwsze miejsce i potem grał baraże do 1. HNL z HNK Šibenikiem, ale nie udało mu się powrócić do najwyższej ligi. Nastąpił okres stagnacji, a nawet upadku, a z powodu problemów finansowych w 2011 roku klub spadł do 3. HNL Istok.
W lutym 2012 roku zgromadzenie NK Vukovar ’91 podjęło decyzję o zamknięciu klubu z powodu długów. Postępowanie upadłościowe wszczęto 15 marca 2012 roku, a klub oficjalnie przestał być podmiotem prawnym 31 lipca 2017 roku.